# Oppenweiler
Oppenweiler là một thị xã ở huyện Rems-Murr thuộc bang Baden-Württemberg nước Đức. Đô thị này có diện tích 19,83 km², dân số thời điểm ngày 31 tháng 12 năm 2006 là 4265 người.